# أولادابراهيم الغربيين (بئر مزوي)
أولادابراهيم الغربيين هي إحدى مشيخات المملكة المغربية، تتبع جغرافيا لإقليم خريبكة وإداريًا لبئر مزوي. يقدر عدد سكانها بـ 3059 نسمة حسب الإحصاء الرسمي للسكان والسكنى لسنة 2004م.